# 옥토버페스트 폭격

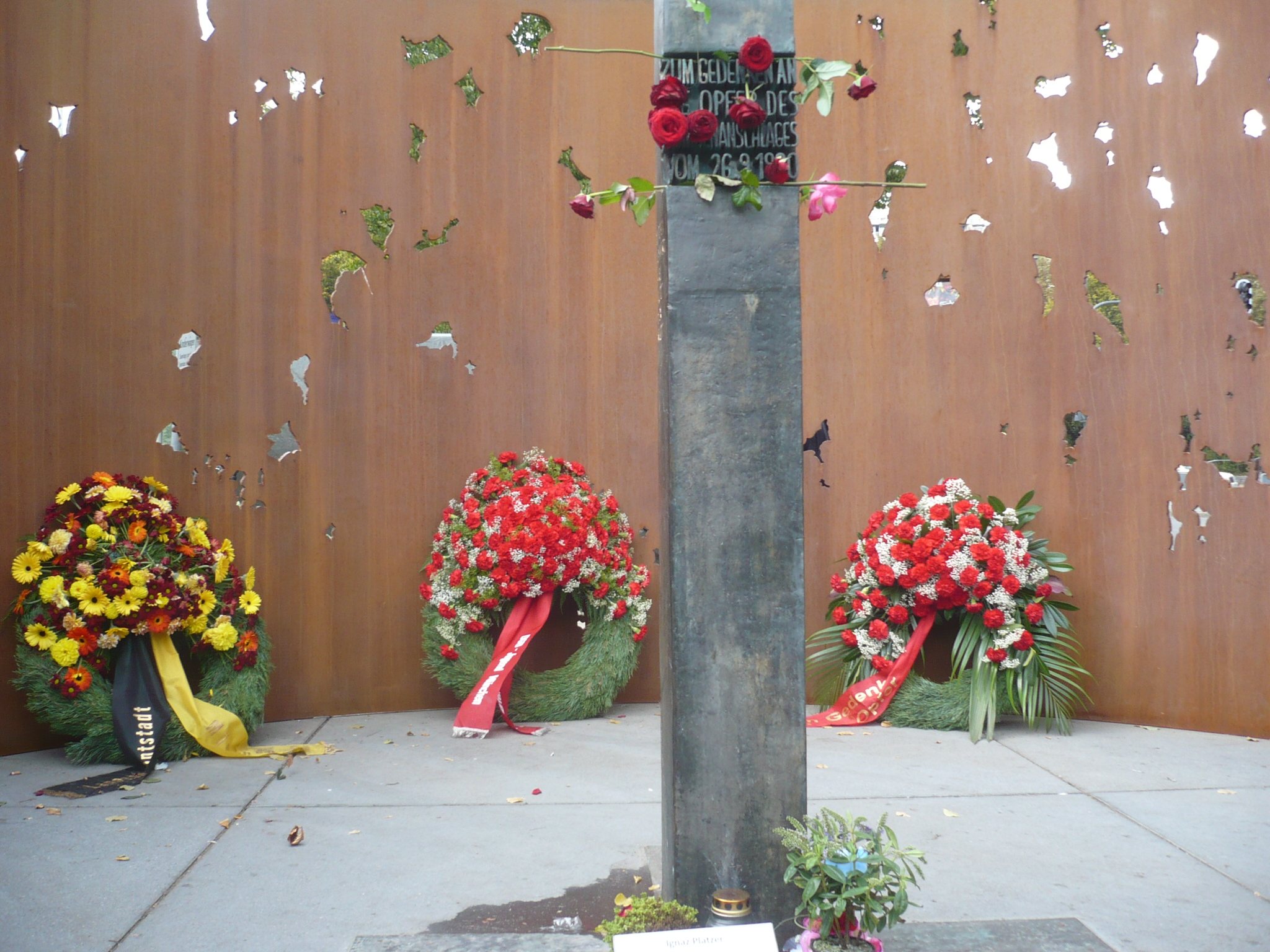
현장의 기념비

옥토버페스트 폭격(독일어: Oktoberfestattentat)은 1980년 9월 26일, 서독 뮌헨의 옥토버페스트 축제장 정문에서 발생한 급조폭발장치(IED) 폭발로 13명(가해자 포함)이 사망하고 200명 이상이 부상했다. 이번 폭탄 테러는 우익 극단주의자이자 지질학자인 건돌프 쾰러가 주도한 것으로 추정되는데, 그는 폭탄이 너무 빨리 터지면서 이 공격으로 즉사했다.
폭격 전, 쾰러는 금지된 신 나치 민병대인 베르스포르트그루프 호프만(Wersportgruppe Hoffmann)과 관련이 있었으며, 그가 단독으로 행동했는지에 대해서는 의문이 남아있다. 연방 수사는 2020년에 비록 이를 막을 수는 없지만, 공범이나 후원자들의 폭격 참여는 합리적인 의심의 여지 없이 증명될 수 없다고 결론지었다
이번 테러는 제2차 세계대전 이후 독일에서 1972년 뮌헨 올림픽 참사와 함께 가장 치명적인 사건으로, 1945년 이후 나치즘 추종자들이 자행한 가장 치명적인 사건이다.